# الطاقة النووية في الولايات المتحدة

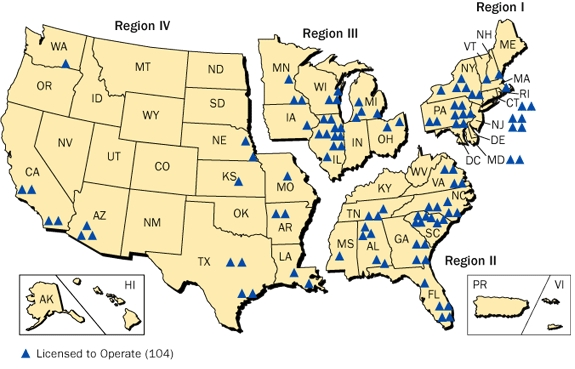
مناطق اللجان التنظيمية النووية، ومواقع المفاعلات النووية في عام 2008

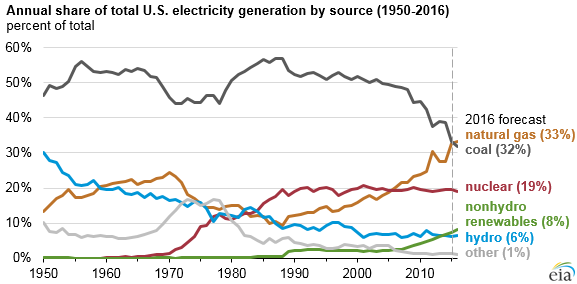
الطاقة النووية مقارنة مع مصادر الطاقة الكهربية في الولايات المتحدة، في الفترة بين 1949-2011
اعتباراً من عام 2009، أصبح لدى الولايات المتحدة 104 من المفاعلات النووية التجارية (69 مفاعلات الماء المضغوط و35 من مفاعلات الماء المغلي) ومرخص لها بالعمل في 65 محطة للطاقة النووية، يبلغ إجمالي ما تنتجه المجموعة 806 تيراوات ساعة من الكهرباء، والتي تمثل 19.6٪ من إجمالي توليد الطاقة الكهربائية في البلاد منذ عام 2008. كما أن الولايات المتحدة هي أكبر مورد في العالم للطاقة النووية التجارية.
من حيث التاريخ، فإن جميع محطات الطاقة، ومعظم المفاعلات، قد بدء بنائها في عام 1974 أو في وقت سابق؛ بعد حادث جزيرة ثري مايل عام 1979 وتغير الاقتصاد، ألغي العديد من المشاريع المخطط لها من المفاعلات التي تعمل الآن (عددهم 104) في الولايات المتحدة، وقد كُسرت الأرض على كل منهم في عام 1974 وما قبل ذلك.  لم يكن هناك أي جديد يفتح آفاقا جديدة في محطات الطاقة النووية في الولايات المتحدة منذ عام 1974، رغم أن عدداً من وحدات المفاعل قد تم الانتهاء منهم قبل عام 1974 ومنذ ذلك الحين.
في التطورات الأخيرة، كان هناك إحياء وإعادة اهتمام بالطاقة النووية في أعوام 2000، مع الحديث عن "النهضة النووية"، بدعم خاص من قبل برنامج الطاقة النووية عام 2010 (تأسست 2002) - راجع وحدات نووية محتملة في الولايات المتحدة. وقد تم تقديم عدداً من التطبيقات، ولكنها تواجه تحديات اقتصادية، وفيما بعد في أعقاب عام 2011 والحوادث النووية اليابانية، تم إلغاء معظم هذه المشاريع، واعتبارا من عام 2012، "يقول مسئول بالصناعة النووية أنهم يتوقعون فقط خمسة مفاعلات جديدة للدخول في الخدمة بحلول عام 2020 - مفاعلين فوجتل بالجنوب، وهما في الصيف في جنوب كارولينا (ساوث كاولينا) وواحد في واتس بار بولاية تينيسي "؛  وهذه كلها في محطات قائمة وموجودة.
في عام 2013، والعقد الرابع، أغلقت المفاعلات بشكل دائم في : 2 في سان اونوفري و 3 في ولاية كاليفورنيا، 3 في نهر كريستال، 3 في ولاية فلوريدا، وكيواني في ولاية ويسكونسن  كما تحاول ولاية فيرمونت إغلاق محطة فيرمونت يانكي، في فيرنون. كما تسعى ولاية نيويورك لإغلاق نقطة محطة الطاقة النووية الهندي، في بوكانان، التي تقع على بعد 30 ميلا من مدينة نيويورك. 

## الأمان والحوادث
اللجنة التنظيمية النووية هي المسؤولة عن تنظيم محطات الطاقة النووية في الولايات المتحدة، وهي تقسم الولايات المتحدة إلى أربع تقسيمات إدارية.

### حادثة جزيرة ثري مايل
في 28 مارس 1979 أدى تعطل المعدات وأخطاء التشغيل في محطة جزيرة ثري مايل النووية في بنسلفانيا إلى فقدان جزء من السائل المبرد وذوبان قلب المفاعل جزئيًا. تضاعفت المشاكل الميكانيكية بسبب عجز مشغلي المحطة عن إدراك الحقيقة وراء الحادثة نتيجة قلة التدريب والأخطاء البشرية. على سبيل المثال اُكتشفت سهوة في تصميم نظام التفاعل بين الإنسان والحاسوب أدت إلى ظهور مؤشرات مبهمة من غرفة التحكم على واجهة مستخدم محطة الطاقة. اتضح مدى تأثير تلك الحادثة وفداحتها في خلال خمسة أيام أنفقها موظفي شركة ميت إد، ومسؤولي ولاية بنسلفانيا، وأعضاء اللجنة التنظيمية النووية في محاولة فهم المشكلة، وإيصال أخبار الوضع القائم للصحافة والمجتمع المحلي، وتحديد ما إذا كانت الحادثة تستدعي إخلاءًا طارئًا، ووضع حد للكارثة في النهاية. أذنت اللجنة التنظيمية بتصريف 40,000 جالون من المياه المُلوثة بالإشعاع مباشرةً في نهر سسكويهانا، مما أدى إلى فقدان الثقة بالسلطات من جانب الصحافة والمجتمع المحلي.
استلهم عالم الاجتماع تشالرز بيرو فكرة كتاب «حوادث طبيعية» من حادثة جزيرة ثري مايل. وضح بيرو أن الحادثة النووية تنتج عن تفاعلات غير متوقعة بين عدة مكونات تالفة داخل نظام معقد. تُعد حادثة ثري مايل مثالًا على حادثة طبيعية لأنها (على حد قول المؤلف): «غير متوقعة، وغير مفهومة، ولا يمكن التحكم فيها، ولا يمكن تجنبها». أعلن الائتلاف النووي العالمي أن مهمة تطهير نظام المفاعل النووي التالف استغرقت ما يقرب من 12 عامًا، وتكلفت 973 مليون دولار تقريبًا. قدر بينجامين سوفاكول قيمة الأضرار التي تسببت فيها الحادثة للممتلكات بنحو 2.4 مليار دولار، وذلك في بحثه المبدأي الذي نُشر في عام 2007. تُعد الآثار الصحية السلبية الناتجة عن حادثة ثري مايل ضعيفة للغاية من قبل معظم الخبراء ولكن ليس كلهم. أشعلت الحادثة فتيل عدة احتجاجات حول العالم.
تمثل حادثة جزيرة ثري مايل نقطة محورية في تاريخ الطاقة النووية، وفتحت المجال أمام عدة تساؤلات وشكوك بشأن السلامة النووية في الولايات المتحدة. أفضت الأحداث النووية السابقة إلى عواقب مشابهة، على سبيل المثال: حادثة حريق محطة براون فيري النووية عام 1975، والشهادة التي أدلى بها ثلاثة مهندسين نوويين عام 1976 التي كشفت عن مشاكل السلامة في أنظمة الطاقة النووية في الولايات المتحدة. وفي عام 1981 أخفق عمال بناء محطة ديابلو كانيون في إتباع تعليمات مخطط العمل بشكل غير مقصود، مما أدى إلى إضعاف نظام الحماية من الزلازل، مما أدى بدوره إلى فقدان المزيد من الثقة في سلامة الأنظمة النووية. أدت جميع تلك الأحداث التي حظيت بتغطية إعلامية واسعة إلى زعزعة تأييد الجمهور لمجال الطاقة النووية في الولايات المتحدة في سبعينيات وثمانينيات القرن العشرين.

### حوادث أخرى
في 5 مارس 2002 اكتشف عمال الصيانة نشوء حفرة متآكلة بحجم كرة قدم داخل وعاء المفاعل الرئيسي في محطة ديفيس بيس. على الرغم من أن هذا التآكل لم يؤدِ إلى حادثة، وُصفت تلك الواقعة بأنها حادثة خطيرة تخل بسلامة النظام النووي. أغلقت اللجنة التنظيمية النووية محطة ديفيد بيس حتى مارس عام 2004 ريثما تمكنت شركة فرست إنرجي من أداء جميع أعمال الصيانة اللازمة لضمان تشغيل المفاعل بأمان. غرمت اللجنة التنظيمية النووية شركة فرست إنرجي بأكبر غرامة غرمتها اللجنة على الإطلاق (ما يزيد عن 5 ملايين دولار) عقابًا على الأفعال التي أدت إلى التآكل. دفعت الشركة 28 مليون دولار من الغرامات الإضافية لصالح وزارة الدفاع الأمريكية.
أُغلقت محطة سان أونوفر للطاقة النووية للأبد عندما عُثر على علامات تدل على حدوث تآكل مبكر في المولدات البخارية التي اُستبدلت بالفعل في عام 2010–2011.
حافظ مجال الطاقة النووية في الولايات المتحدة على تاريخ نظيف من حيث الأمان وعدد الحوادث بجميع أنواعها مقارنة بأي دولة أخرى. ففي عام 2008 وصل معدل الحوادث إلى أقل مستوياته بنحو 0.13 حادثة لكل 200,000 ساعة عمل. ويُعد ذلك تحسنًا عن عام 2005 الذي سجل 0.24 حادثة، ورغم ذلك لا يزال هذا المعدل أقل بمعامل 14.6 عن متوسط معدلات الحوادث في بقية المجالات الصناعية (3.5 حادثة لكل 200,000 ساعة عامل). ولكن على الرغم من ذلك فقد أخفق مشغلي ربع محطات الطاقة النووية في «إبلاغ السلطات المعنية بحوادث تلف المعدات التي من شأنها أن تعرض سلامة المفاعل للخطر» على حد وصف تقرير اللجنة التنظيمية النووية.
اعتبارًا من فبراير عام 2009، تشترط تنظيمات اللجنة التنظيمية على تصماميم المحطات النووية الجديدة أن تضمن سلامة هيكل احتواء المفاعل النووي، واستمرار أنظمة التبريد بالعمل دون انقطاع، وعزل الوقود النووي المُستهلك، وذلك في حالة ارتطام طائرة جوية بالمحطة. جذبت تلك القضية اهتمامًا بالغًا منذ وقوع الهجمات الإرهابية في 11 سبتمبر 2001. ولا تنطبق تلك التنظيمات في الوقت الراهن على المفاعلات النووية التجارية التي تعمل حاليًا. ولكن من الجدير بالذكر أن هياكل احتواء المفاعلات النووية تُعد من أقوى البنايات التي بنتها البشرية حتى الآن، إذ أظهرت الدراسات المستقلة أن محطات الطاقة النووية من شأنها أن تصمد عند ارتطامها بطائرة نفاثة تجارية كبيرة دون أن تفقد سلامتها الهيكلية.
في الآونة الأخيرة أعبر البعض عن قلقهم بشأن مشاكل الأمان التي تمس عددًا كبيرًا من أسطول المفاعلات النووية في الولايات المتحدة. ففي عام 2012 وجد اتحاد العلماء المعنيين، الذي يتابع مشاكل السلامة القائمة في المحطات النووية الفعالة، أن «تسرب المواد الإشعاعية يمثل مشكلة متفشية في 90% من المفاعلات النووية كما هو الحال بالنسبة للمشاكل التي تتسبب في خطر وقوع الحوادث». أفاد تقرير اللجنة التنظيمية النووية عن تسرب التريتريوم المشع من 48 مفاعل نووي في الولايات المتحدة من أصل 65.

### مخاوف ما بعد فوكوشيما
عقب كارثة مفاعل فوكوشيما، تصدرت سلامة المفاعلات النووية قائمة أولويات 700 مسؤول في مجال توليد الكهرباء طبقًا لاستطلاع الرأي السنوي الذي قامت به شركة بلاك آند فيتش بعد وقوع الكارثة. ومن المحتمل أن تُفرض المزيد من المتطلبات بشأن معالجة الوقود المُستهلك في الموقع، ووضع أُسس صارمة لتصميم المفاعلات تراعي مخاطر محطات الطاقة النووية. ومن المحتمل أن تتعرض طلبات مد فترة رخصة التشغيل للمفاعلات الحالية إلى النقد، بحيث تُمنح التراخيص للمحطات التي تلتزم بالشروط الجديدة حصرًا، ومن المحتمل أن يُعاد النظر في قرار مد فترة رخصة أكثر من 60 مفاعل نووي في الولايات المتحدة من أصل 104. ومن المحتمل أن يُعاد النظر أيضًا في الأساليب المتبعة لتخزين النفايات في الموقع، وتخزين النفايات على المدى الطويل، وطرق التخلص من الوقد المُستهلك جيولوجيًا، وذلك في ضوء كارثة فوكوشيما الناتجة عن سوء تخزين بركة الوقود المُستهلك. وفي مارس عام 2011 أخبر خبراء الطاقة النووية الكونغرس الأمريكي أن برك الوقود المُستهلك في محطات الطاقة النووية في الولايات المتحدة أصبحت ممتلئة. ويناشد هؤلاء الخبراء بإصلاح سياسة تخزين الوقود المُستهلك في الولايات المتحدة إصلاحًا شاملًا في ضوء حادثة مفاعل فوكوشيما.